# Gary Windo
Gary Windo (7 novembre 1941 à Brighton – 25 juillet 1992 à New York) est un saxophoniste ténor et clarinettiste de jazz.
Issu d'une famille musicienne anglaise, il apprit dès 6 ans la batterie et l'accordéon, la guitare à 12 ans et le saxophone à 17 ans. Il vécut aux États-Unis dans les années 1960 et retourna en Angleterre en 1969. Au début des seventies sa carrière décolla quand il monta son propre groupe the Gary Windo Quartet, et travailla avec Brotherhood of Breath, Centipede, Matching Mole, The Running Man, Carla Bley, Chick Corea et Nick Mason. Il collabora également avec les Psychedelic Furs et Robert Wyatt.
Depuis sa mort son travail apparaît dans plusieurs compilations dont la récente "Anglo-American" (2004) réunissant des lives enregistrés à Londres, des enregistrements studio et radio à new York avec essentiellement Gary Windo quartet (composé de Steve Swallow à la bass, D. Sharpe à la batterie et Pam Windo, sa compagne, au piano) et d'autres formations auxquelles participa Robert Wyatt (batterie, percussions, orgue).

## Discographie

### En tant que sideman
Avec Carla Bley
- 1978 : European Tour 1977

## Sources
- (en) Cet article est partiellement ou en totalité issu de l’article de Wikipédia en anglais intitulé « Gary Windo » (voir la liste des auteurs).
- Informations prises sur le CD anglo-américain